# Tenerife Ladies Open
Tenerife Ladies Open – kobiecy turniej WTA 250 zaliczany do cyklu WTA Tour, rozgrywany na kortach twardych w hiszpańskiej Teneryfie w sezonie 2021.

## Mecze finałowe

### Gra pojedyncza kobiet
| Rok  | Zwyciężczyni | Finalistka                  | Wynik    |
| 2021 | Ann Li       | María Camila Osorio Serrano | 6:1, 6:4 |

### Gra podwójna kobiet
| Rok  | Zwyciężczynie              | Finalistki                     | Wynik    |
| 2021 | Ulrikke Eikeri Ellen Perez | Ludmyła Kiczenok Marta Kostiuk | 6:3, 6:3 |